# Gustavo Mario Toledo
Gustavo Mario Toledo (* 16. Juli 1975 in Chamical) ist ein ehemaliger argentinischer Radrennfahrer.
Gustavo Mario Toledo gewann im Jahr 2000 eine Etappe beim Circuito Montañés und eine bei der Vuelta a Navarra, in der er auch Gesamtdritter wurde. In den Jahren 2001 bis 2003 fuhr er für das spanische Radsportteam Costa de Almería. In der Saison 2004 stand er bei Cafés Baqué unter Vertrag und entschied jeweils eine Etappe der Vuelta a Madrid und der Semana Aragonesa für sich. 2005 gewann er bei der argentinischen Meisterschaft das Straßenrennen.

## Erfolge
1999
- Vuelta de San Juan

2000
- eine Etappe Circuito Montañés
- eine Etappe Vuelta a Navarra

2004
- eine Etappe Vuelta a Madrid

2005
- Argentinischer Meister - Straßenrennen

2008
- Vuelta Leandro N. Alem

## Teams
- 2001–2002 Jazztel-Costa de Almería
- 2003 Paternina-Costa de Almería
- 2004 Cafés Baqué